# Sondergericht

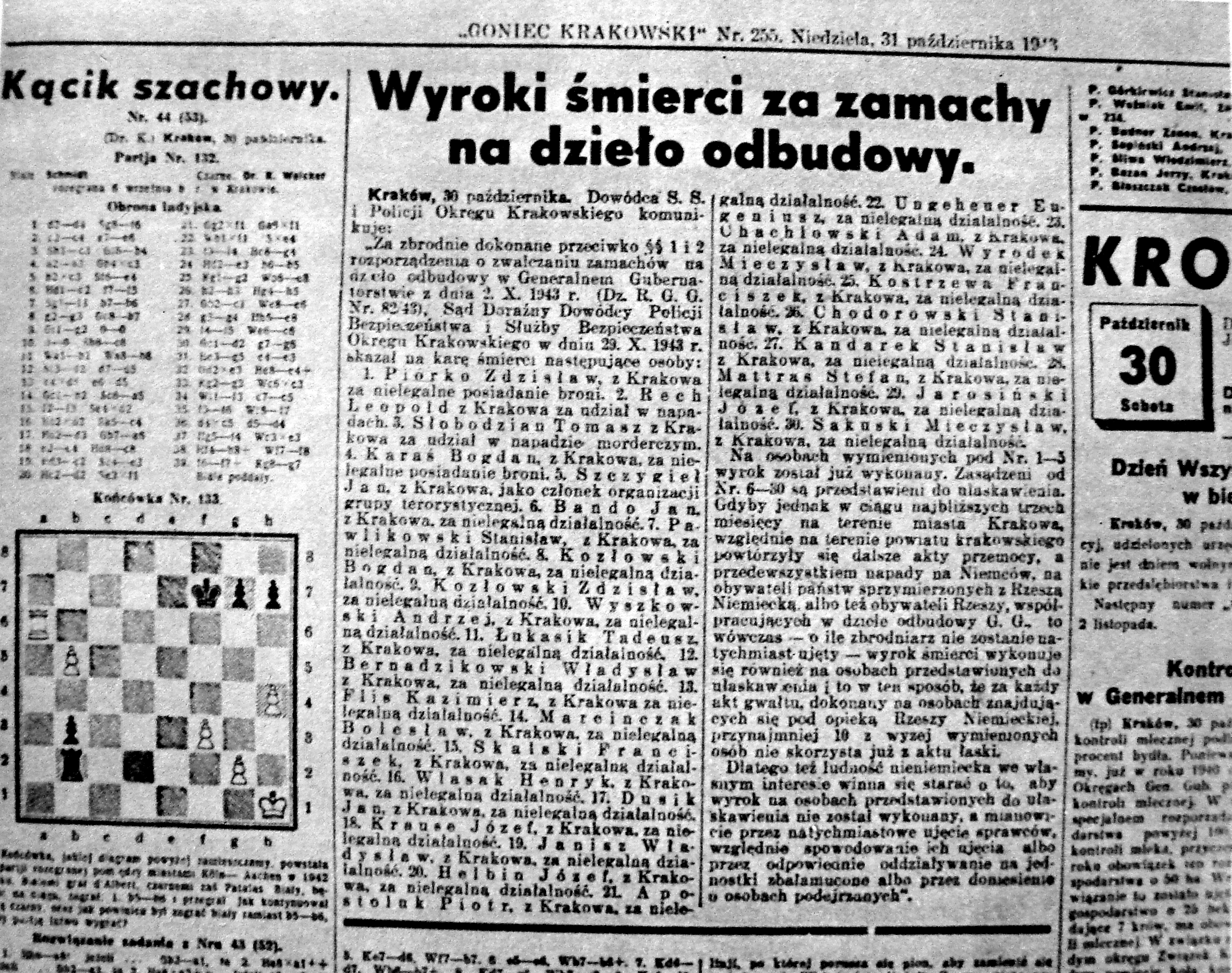
Obwieszczenie o wykonaniu wyroków śmierci za „zamachy na dzieło odbudowy” w codziennej gazecie krakowskiej „Goniec Krakowski” z 1943 roku

Sondergericht (pol. sąd specjalny) – nazistowski sąd powołany w III Rzeszy rozporządzeniem z dnia 21 lutego 1933, podpisanym przez kanclerza Adolfa Hitlera i wicekanclerza Franza von Papena, które weszło w życie 22 lutego 1933. Sąd specjalny stanowił jedno z narzędzi wykorzystywanych przez narodowych socjalistów do likwidacji przeciwników politycznych oraz prześladowań na tle narodowościowym i etnicznym. Sądy specjalne wykorzystywane były do terroru i eksterminacji w latach okupacji niemieckiej w Polsce (1939-1945).

## Geneza
Po dojściu w 1933 nazistów do władzy w Niemczech, system prawny został przystosowany do zwalczania wrogów reżimu za pomocą ustaw wyjątkowych. Początkowo orzekaniem zajmowały się sądy powszechne, jednak wkrótce zostały one uznane za niedostatecznie elastyczne w eliminowaniu przeciwników politycznych. Ustawa z 21 lutego 1933 która wprowadziła sądy specjalne dla rejonu każdego wyższego sądu krajowego Niemiec, umożliwiła szybsze i szersze stosowanie represji politycznych przez reżim narodowosocjalistyczny. Zakres działalności sądów specjalnych poszerzano kolejnymi rozporządzeniami, z dnia 6 maja 1933, 20 grudnia 1934, 5 lutego 1936, oraz 20 listopada 1938.

## Działalność sądów specjalnych w Rzeszy
Od 1933 sądy specjalne sądziły przestępstwa z ustawy o ochronie narodu i państwa z dnia 28 lutego 1933, a także z ustawy o obronie przed podstępnymi atakami na rząd z dnia 21 marca 1933 (oprócz spraw o zdradę główną i zdradę kraju, rozpatrywane osobno przez Sąd Rzeszy lub w sprawach o mniejszym znaczeniu tego typu – przez wyższy sąd krajowy). Proces przed sądem specjalnym odbywał się w trybie przyspieszonym. Na wniosek oskarżyciela, przewodniczący sądu wydawał niezwłocznie (w ciągu 3 dni), decyzję o wyznaczeniu rozprawy głównej. Wyrok sądu był ostateczny i nie podlegał odwołaniu do wyższej instancji.
Zakres działalności sądów specjalnych rozszerzono po wyroku Sądu Rzeszy w procesie o podpalenie Reichstagu, który odbył się w dniach 21 września–23 grudnia 1933 – naziści wykorzystali werdykt do pozbawienia Sądu Rzeszy prawa do sądzenia spraw w zakresie zdrady głównej i zdrady kraju. W tym celu powołano 24 kwietnia 1934 osobne sądy specjalne – Trybunały Ludowe (niem. Volksgerichtshof). W składzie Trybunału Ludowego było 5 sędziów, w tym 2 zawodowych i 3 honorowych (zwykle mianowani przez Hitlera wyżsi oficerowie SS lub SA), a od jego wyroku nie było odwołania. Od 1 grudnia 1936 Trybunał Ludowy sądził także sprawy o sabotaż gospodarczy. Po utworzeniu Protektoratu Czech i Moraw, Trybunały Ludowe od 14 kwietnia 1939 były wykorzystywane do zwalczania czeskiego ruchu oporu, a od dnia 10 grudnia 1941 sądziły także sprawy o szpiegostwo. 15 marca 1940 w Rzeszy działało 55 sądów specjalnych, w tym 12 znajdowało się na okupowanych ziemiach polskich wcielonych do Rzeszy (gdzie działały w siedzibach władz regencyjnych).
Na przełomie 1942 i 1943 zespolono również wojskowy wymiar sprawiedliwości z cywilnym, co spowodowało iż kompetencje Wehrmachtu dotyczące czynów karalnych natury politycznej przekazano Trybunałom Ludowym i cywilnym sądom specjalnym. Intensyfikacja polityki odstraszania potencjalnych przeciwników reżimu nazistowskiego w armii, spowodowała w końcu powołanie dekretem Hitlera z 21 czerwca 1943, osobnego sądu specjalnego dla Wehrmachtu.

## Sąd specjalny w latach II wojny światowej
Do momentu wybuchu II wojny światowej, kompetencje i zakres działalności sądów specjalnych systematycznie rozszerzano, co przyczyniło się do ugruntowania ich terrorystycznego charakteru. Po wprowadzeniu przez pełnomocnika do spraw administracji Rzeszy, Wilhelma Fricka, kolejnego rozporządzenia z dnia 21 lutego 1940 – aparat sądownictwa specjalnego został rozszerzony uzyskując w końcu następujące cechy:
- Sąd specjalny mógł być powoływany przy każdym albo przy kilku sądach okręgowych.
- Prokurator uzyskał możliwość wnoszenia oskarżenia do sądu specjalnego, gdy tylko uznał przestępstwo za szczególnie ciężkie bądź zagrażające porządkowi lub bezpieczeństwu publicznemu.
- Proces odbywał się w trybie przyspieszonym, wyznaczenie rozprawy głównej następowało natychmiast (na wniosek prokuratora).
- Rozprawa główna odbywała się po 24 godzinach lub natychmiast – gdy sprawcę schwytano na gorącym uczynku lub jego winę uznano za oczywistą.
- Sąd specjalny mógł wyrokować w sprawach leżących w kompetencjach sądu zwyczajnego, o ile sprawy te wyniknęły w trakcie trwania rozprawy głównej.
- Oskarżony nie miał prawa odwołania się od wyroku do wyższej instancji.
- Zasady postępowania karnego ograniczono do minimum, prokurator nie musiał składać aktu oskarżenia na piśmie, zamiast tego mógł go wnosić ustnie.
- Prokurator Rzeszy mógł wnosić skargę w okresie 1 roku od uprawomocnienia się wyroku, o jego nieważność (niem. Nichtigkeitsbeschwerde), tylko w przypadku stwierdzenia błędu w zastosowaniu ustawy o sądach specjalnych – zażalenie z zasady wykorzystywano na niekorzyść oskarżonego.

## Niemieckie sądownictwo specjalne w okupowanej Polsce

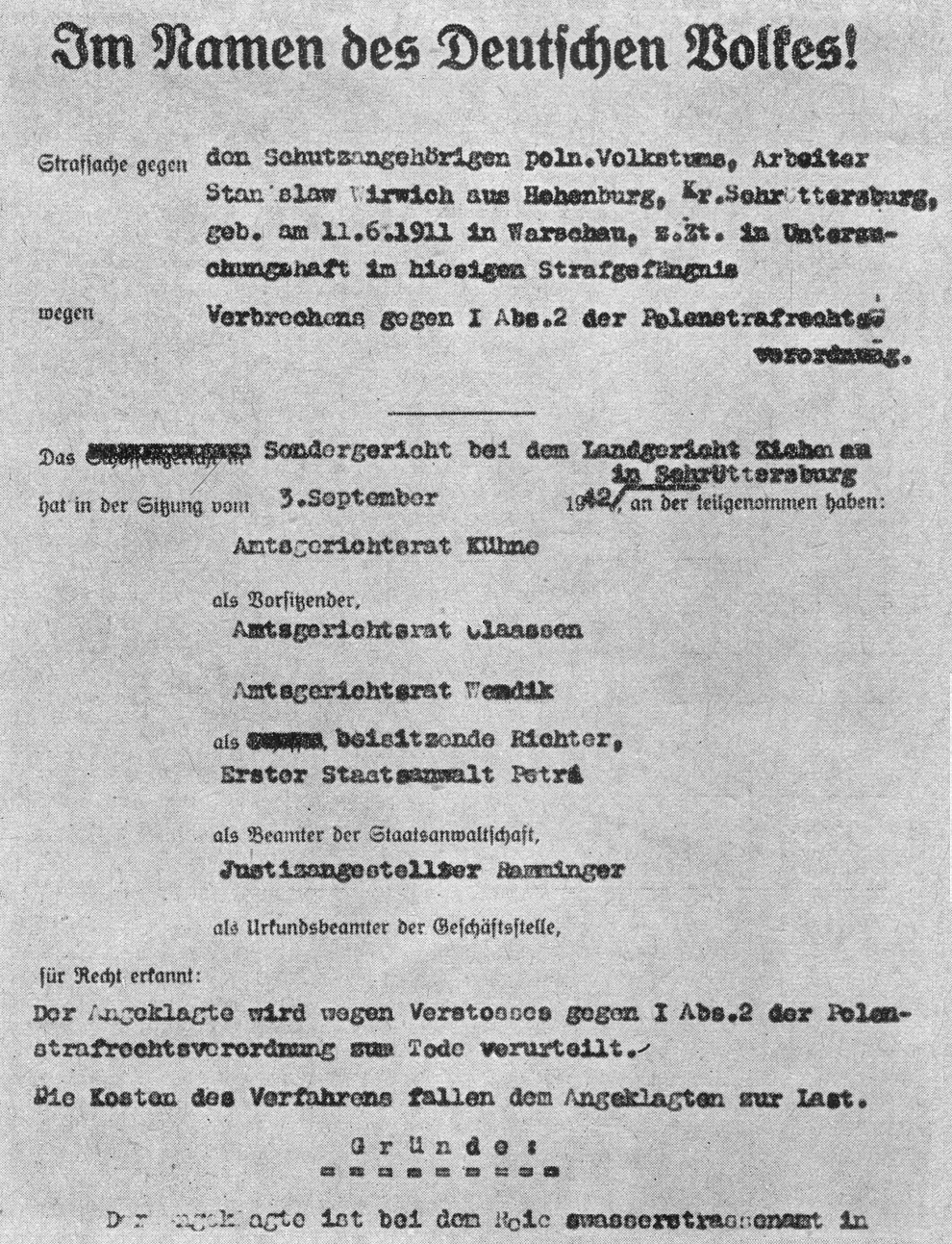
Wyrok niemieckiego sądu specjalnego z 1942, orzekający karę śmierci dla obywatela polskiego Stanisława Wyrwicha – za „akt gwałtu w stosunku do Niemca” (według par. 1 art. 2 ustawy z 4.XII.1941 o specjalnym prawie karnym dla Polaków i Żydów). W nagłówku dokumentu napis: „W imieniu narodu niemieckiego”

Po niemieckiej agresji na Polskę we wrześniu 1939, podstawą do wprowadzenia prawa wojennego i sądownictwa specjalnego na okupowanych ziemiach polskich, stał się dekret o specjalnym prawie karnym oraz sądach wojennych z dnia 17 sierpnia 1938 (wprowadzony w życie 26 sierpnia 1939, na kilka dni przed napaścią na Polskę), podpisany przez Hitlera i Keitla. Na podstawie dekretu, 5 września 1939 głównodowodzący wojsk lądowych von Brauchitsch wydał rozporządzenie o sądach specjalnych na opanowanych ziemiach polskich (co stanowiło złamanie międzynarodowego prawa wojennego). Rozporządzenie rozciągnięto dnia 14 listopada 1939 na teren Wolnego Miasta Gdańska oraz dnia 15 listopada 1939 na obszar Generalnego Gubernatorstwa. Pierwszym niemieckim sądem specjalnym, który rozpoczął działalność na okupowanych ziemiach polskich był Sąd Specjalny w Bydgoszczy (Sondergericht Bromberg).
Powołane sądy specjalne i osobnym rozporządzeniem von Brauchitscha z 12 września 1939 sądy doraźne (niem. Standgericht), karały śmiercią Polaków za „zamachy” na niemiecki Wehrmacht, posiadanie broni oraz rzekome prześladowania Volksdeutschów. Masowych egzekucji (dokonywanych przez Gestapo, SS, Wehrmacht, i Selbstschutz), dokonywano na podstawie decyzji powoływanych ad hoc sądów doraźnych lub na miejscu bez zastosowania jakiejkolwiek formalnej procedury sądowej.
Dodatkowo rozszerzono dekret o specjalne rozporządzenie, umożliwiające sądom specjalnym i doraźnym ściganie „przestępstw” popełnionych przed 1 września 1939 (na ziemiach polskich zajętych przez Niemcy hitlerowskie), co stanowiło złamanie jednej z fundamentalnych zasad prawnych lex retro non agit (pol. prawo nie działa wstecz). Sprawcy zbrodni popełnionych na ludności polskiej w czasie kampanii wrześniowej roku 1939 (m.in. dokonanych na podstawie wyroków sądów specjalnych opartych na niemieckich aktach prawnych), zostali tajnym dekretem Hitlera z dnia 4 października 1939 (z okazji zwycięstwa nad Polską) – zwolnieni z odpowiedzialności za swoje czyny na drodze amnestii.
Po podziale zajętego terytorium Polski, na Generalne Gubernatorstwo i tereny wcielone do Rzeszy, sądy specjalne umożliwiły rozszerzenie terroru okupanta – wydając wyroki śmierci, więzienia lub pobytu w obozie za czyny określone kolejnymi rozporządzeniami niemieckimi (np. kara śmierci mogła zostać orzeczona za zerwanie plakatu niemieckiego, szeroko interpretowane „czyny antyniemieckie”, uderzenie Niemca, usiłowanie ucieczki (np. od niemieckiego pracodawcy), sabotaż, udzielanie pomocy Żydom, naruszenie dyscypliny).
Na terenach wcielonych do Rzeszy sprawy wykroczeń przeciwko niemieckiej władzy okupacyjnej, rozpatrywały sądy specjalne na podstawie rozporządzenia o zwalczaniu zamachów na terenach wschodnich z 21 lutego 1940 (wydane i podpisane przez pełnomocnika do spraw administracji Rzeszy Fricka), któremu nie podlegali Niemcy i Volksdeutsche. Prawo karne Rzeszy na których opierały się wyroki sądów specjalnych i doraźnych, na wschodnich terenach wcielonych, zostało wprowadzone kolejnym rozporządzeniem z dnia 6 czerwca 1940. Dodatkowo rozszerzono je o rozporządzenie o specjalnym prawie karnym dla Polaków i Żydów z dnia 4 grudnia 1941, będące narzędziem dyskryminacji narodowej i etnicznej na ziemiach wcielonych.

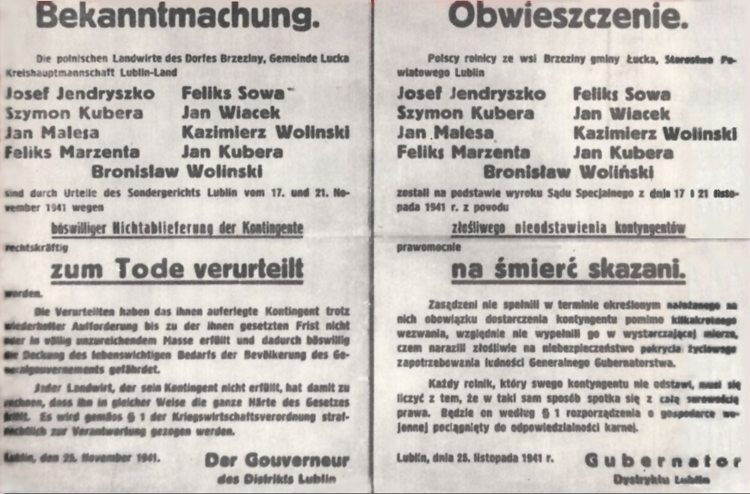
Obwieszczenie informujące o skazaniu na śmierć 9 polskich rolników za niedostarczenie kontyngentów, wyrokiem z dnia 17 i 21 listopada 1941 – wydanym przez niemiecki sąd specjalny dla dystryktu Lublin w Generalnym Gubernatorstwie

Podobne kompetencje posiadały niemieckie sądy specjalne w Generalnym Gubernatorstwie, wprowadzone rozporządzeniem z 15 listopada 1939, stosując szeroko terror sądowy i wydając wyroki głównie na podstawie rozporządzeń sukcesywnie podpisywanych przez Hansa Franka. Sąd specjalny orzekał karę śmierci m.in. za czyny uznane za skierowane przeciwko władzom niemieckim lub osobom narodowości niemieckiej, oraz wszelkie przejawy oporu wobec niemieckich władz okupacyjnych (od 1939), zarażenie Niemca chorobą weneryczną (od 1940), niezarejestrowanie się przez oficerów Wojska Polskiego (od 1940), żądanie lub przyjmowanie cen wyższych od maksymalnych przez osoby sprzedające towary na rynku (od 1940), ukrywanie przedmiotów codziennego użytku, niedostarczenie kontyngentów przez rolników (od 1942), ukrywanie Żydów lub udzielanie im pomocy (kara śmierci obowiązywała od 1942 i przeprowadzana była często bez wyroku sądowego, tzw. egzekucją na miejscu zdarzenia – niem. an Ort und Stelle), uchylanie się młodzieży od Służby Budowlanej (od 1943), wykroczenia przeciwko ustawom i rozporządzeniom niemieckich władz okupacyjnych (od 1943).
Sądy specjalne wydawały masowo surowe wyroki – np. w 1942 na terenach wcielonych do Rzeszy osądziły 63 786 Polaków i Żydów (w tym 5169 młodocianych), z tego skazano 61 836, a uniewinniono jedynie 1816 osób. Spośród skazanych, wobec 930 osób orzeczono karę śmierci którą następnie wykonano, wobec 201 osób zastosowano obostrzony obóz karny, obóz karny wobec 43 118 osób, a karę grzywny w 16 939 przypadkach. Spośród 30 000 wyroków wydanych na Polaków w okresie 1939-1945 przez sąd specjalny w Łodzi, ok. 6000 stanowiły wyroki śmierci.

## Procesy norymberskie

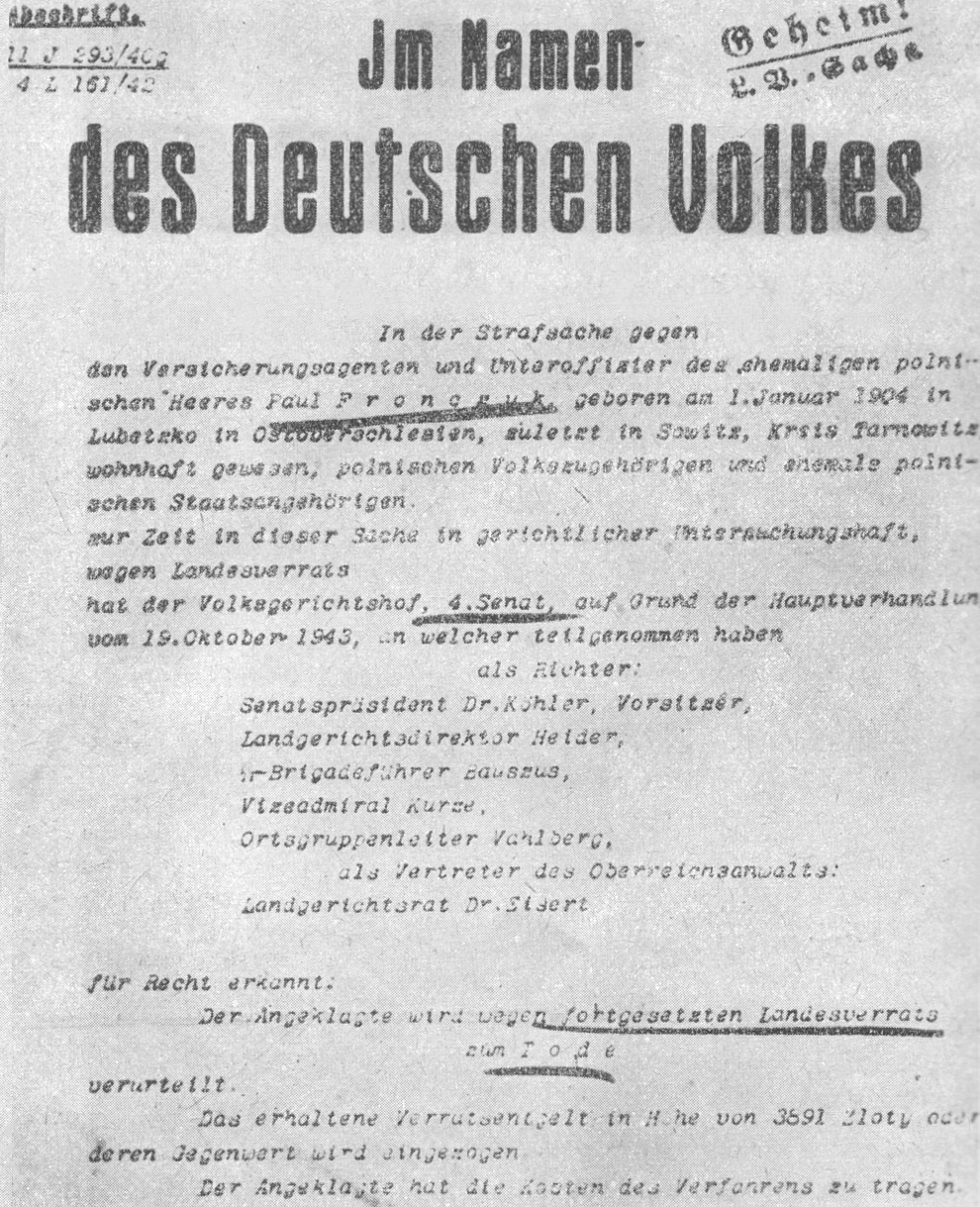
Wyrok niemieckiego sądu specjalnego tzw. Trybunału Ludowego w Lipsku z 1943 – kara śmierci dla oficera Wojska Polskiego i jeńca wojennego Pawła Fronczyka. Wyrok wydany ze złamaniem międzynarodowego prawa konfliktów zbrojnych. Napis na górze (nagłówek): „W imieniu narodu niemieckiego!”

Po klęsce III Rzeszy w dniu 8 maja 1945, sądy specjalne oraz hitlerowskie prawa wyjątkowe zostały zniesione w tym samym roku przez Sojuszniczą Radę Kontroli Niemiec. Całość nazistowskiego prawa karnego została zniesiona na mocy kolejnych ustaw tego organu – nr 1 z dnia 20 września 1945 oraz nr 11 z dnia 30 stycznia 1946. Obalenie systemu sądownictwa specjalnego (które określono jako terrorystyczne), nastąpiło na mocy proklamacji nr 3 Sojuszniczej Rady Kontroli Niemiec z dnia 20 października 1945. Ustawa nr 5 z dnia 30 października 1945 zabraniała zatrudniania w niemieckim sądownictwie sędziów uwikłanych w czynne wydawanie wyroków w nazistowskich sądach karnych. W końcu dyrektywą nr 24 Sojuszniczej Rady Kontroli Niemiec z dnia 12 stycznia 1946 nakazano usunięcie z niemieckiego systemu sądownictwa wszystkich sędziów i prokuratorów Trybunałów Ludowych, sądów specjalnych i doraźnych.
W 1947 niektórzy odpowiedzialni za stworzenie systemu sądownictwa specjalnego i popełnione w jego ramach zbrodnie, zostali osądzeni w procesach norymberskich. W III procesie norymberskim – tzw. procesie prawników (5 marca-4 grudnia 1947), odbywającym się przed amerykańskim Międzynarodowym Trybunałem Wojskowym w Norymberdze, stanęli przed sądem podsekretarz stanu dr Franz Schlegerberger oraz niektórzy wyżsi urzędnicy Ministerstwa Sprawiedliwości Rzeszy.
Wilhelm Frick, jako minister spraw wewnętrznych Rzeszy i pełnomocnik do spraw administracji Rzeszy, odpowiedzialny za stworzenie i wprowadzenie w życie szeregu zbrodniczych aktów prawnych – został wcześniej skazany przez Międzynarodowy Trybunał Wojskowy w Norymberdze w dniu 1 października 1946 na karę śmierci przez powieszenie, za zbrodnie wojenne i zbrodnie przeciwko ludzkości. Jednym z głównych dowodów było wydane i podpisane przez Fricka w dniu 4 lipca 1941 specjalne prawo karne dla Polaków.
Jednocześnie sąd w Norymberdze uznał wprowadzenie niemieckiego prawa i sądownictwa w okupowanej Polsce za zbrodnię wojenną i zbrodnię przeciwko ludzkości. W szczególności rozporządzenie o specjalnym prawie karnym dla Polaków i Żydów z dnia 4 grudnia 1941, wprowadzone na ziemiach wcielonych do Rzeszy, zostało uznane za: „ostateczność, do której posunął się rząd hitlerowski w rasistowskich i religijnych prześladowaniach mniejszości za pomocą swoich ustaw i rozporządzeń”. Autor projektu tej ustawy, dr Franz Schlegerberger, został uznany za winnego udziału w zbrodniach wojennych i w zbrodni przeciwko ludzkości, a następnie skazany na dożywotnie pozbawienie wolności.
Wszyscy niemieccy sędziowie i prokuratorzy oskarżeni w procesie prawników zostali uznani za: „winnych zbrodniczego udziału w organizowanych przez rząd okrucieństwach i prześladowaniach, które nie mają sobie równych w historii”. Cały system hitlerowskiego prawa został w końcowym werdykcie sądu w Norymberdze uznany za niemoralny i zbrodniczy.